# Kanton Thola Khollu
Der Kanton Thola Khollu ist ein Verwaltungsbezirk im Departamento La Paz im südamerikanischen Anden-Staat Bolivien.

## Lage im Nahraum
Der Kanton Thola Khollu ist einer von vier Cantones des Municipios Catacora in der Provinz José Manuel Pando und liegt in seinem zentralen westlichen Teil. Er grenzt im Nordosten an den Kanton Catacora, im Westen und Süden an die Republik Peru und im Nordosten an den Kanton Pojo Pajchiri.
Der Kanton erstreckt sich zwischen 17° 11' und 17° 18' 30" südlicher Breite und 69° 30' und 69° 68' 30" westlicher Breite, er misst von Norden nach Süden bis zu vierzehn Kilometer und von Westen nach Osten bis zu zwölf Kilometer. Der Kanton besteht aus neun Ortschaften (localidades), zentraler Ort ist Thola Khollu mit 32 Einwohnern (2012) im zentralen Teil des Kantons.

## Geographie
Der Kanton Thola Khollu liegt südwestlich des Titicacasees auf dem bolivianischen Altiplano am östlichen Rand der Anden-Gebirgskette der Cordillera Occidental, die hier bis auf etwa 5000 m ansteigt. Das Klima der Region ist semiarid und ein typisches Tageszeitenklima, bei dem die mittlere Temperaturschwankung im Tagesverlauf deutlicher ausfällt als im jahreszeitlichen Verlauf.
Die mittlere Jahrestemperatur des Kantons liegt bei etwa 8 °C (siehe Klimadiagramm Charaña), die Monatswerte schwanken nur unwesentlich zwischen 5 °C von Juni bis Juli und 10 °C von November bis Januar. Der Jahresniederschlag beträgt nur niedrige 300 mm, die Monatsniederschläge liegen zwischen unter 10 mm in den Monaten Mai bis Oktober und bei etwa 50 mm von Dezember bis März.

## Bevölkerung
Die Einwohnerzahl des Kantons ist in dem Jahrzehnt zwischen den beiden letzten Volkszählungen auf mehr als das Doppelte angestiegen:
| Jahr | Einwohner | Quelle           |
| ---- | --------- | ---------------- |
| 1992 | 101       | Volkszählung     |
| 2001 | 223       | Volkszählung     |
| 2012 | .         | noch keine Daten |

Die Bevölkerung der Region gehört vor allem dem indigenen Volk der Aymara an, 91,4 Prozent der Einwohner des Municipio Catacora sprechen Aymara.

## Gliederung
Der Kanton Thola Khollu ist nicht weiter in Unterkantone (vicecantones) gegliedert, er umfasst die folgenden Ortschaften:
- Estancia Chipa – 48 Einwohner (2001)
- Estancia Chojñoco – 16 Einwohner
- Estancia Jiska Llumavi – 4 Einwohner
- Estancia Jutuni Alto – 28 Einwohner
- Estancia Lipichi – 4 Einwohner
- Estancia Puqui Suntina – 22 Einwohner
- Estancia Thola Khollu – 59 Einwohner
- Estancia Viscachani – 14 Einwohner
- Kelani – 28 Einwohner